# FilmFreeway
FilmFreeway é um site para cineastas enviarem os seus filmes para centenas de festivais de cinema em todo o mundo. FilmFreeway é o patrocinador oficial do Orlando Film Festival em 2020.

## Parceiros
Lista parcial de parceiros:
- Academia de Artes e Ciências Cinematográficas
- Doc NYC
- Raindance
- Slamdance
- Sundance